# Mardivirus
Die Gattung Mardivirus (früher Marek-Disease-ähnliche Viren) umfasst derzeit drei Orthoherpesviren bei Hühnervögeln. Benannt ist die Gattung nach der früher Marek´s disease virus genannten Spezies, deren damalige zwei Serotypen in der neuen Gattung als zwei verschiedene Arten (Gallides Herpesvirus 2 und 3) klassifiziert sind. Das Gallide Herpesvirus 2 ist der Erreger der Marek-Krankheit bei Hühnern. Alle weiteren Mitglieder der Gattung verursachen keine Erkrankung und sind damit im Tier apathogen.

## Genom und Morphologie
Das lineare, doppelsträngige DNA-Genom der Mardiviren ist etwa 180.000 Basenpaare groß und besitzt einen GC-Gehalt von etwa 47 %. An seinen Enden besteht es aus identischen, repetitiven Sequenzen, die in invertierter Form auch innerhalb des Genoms vorkommen. Das umhüllte Virusteilchen (Virion) hat eine runde, unregelmäßige Form mit einem Durchmesser von 120 bis 200 nm. Das 100 bis 110 nm große ikosaedrische Kapsid besteht aus 162 Kapsomeren mit einer Triangulationszahl von 16 (T=16). Die spindelförmig aufgewickelte DNA ist in mehreren, identischen Kopien im Virion verpackt, die mit ihren Enden an der Innenseite des Kapsids fixiert sind.

## Systematik
Das GaHV-2 ordnete man aufgrund seiner Vermehrung in T-Lymphozyten ursprünglich ähnlichen lymphoproliferativen Herpesviren wie dem Epstein-Barr-Virus (Gattung Lymphocryptovirus, Gammaherpesvirinae) zu. Nach der Entdeckung des Puten-Herpesvirus wurde auf der Basis von Sequenzvergleichen die neue Gattung Mardivirus eingeführt. Alle Mitglieder der Gattung zeigen eine serologische Kreuzreaktivität.
Systematik mit Stand 1. April 2024:'
Familie Orthoherpesviridae
- Unterfamilie Alphaherpesvirinae
  - Gattung Mardivirus
    - Spezies Mardivirus anatidalpha1 mit
  Anatides Herpesvirus 1 (en. Anatid alphaherpesvirus 1, AnHV-1, AnAHV1) alias Enten-Herpesvirus 1 (en. Duck enteritis virus, DEV)
    - Spezies Mardivirus columbidalpha1 mit
  Columbides Herpesvirus 1 (en. Columbid alphaherpesvirus 1, CoHV-1, CoAHV1) alias Tauben-Herpesvirus 1 (en. Pigeon herpesvirus, PHV) – Herpesvirusinfektion der Tauben; mit Falken-Herpesvirus 1, en. Falconid herpesvirus 1 (FaHV-1)
    - Spezies Mardivirus gallidalpha2 mit
  Gallides Herpesvirus 2 (en. Gallid alphaherpesvirus 2, Gallid herpesvirus 2, GaHV-2, GaAHV2) alias Hühner-Herpesvirus 2 oder Marek-Krankheit-Typ-1-Virus (en. Marek's disease virus, MDV)[4]
    - Spezies Mardivirus gallidalpha3 mit
  Gallides Herpesvirus 3 oder Hühner-Herpesvirus 3 (en. Gallid alphaherpesvirus 3, Gallid herpesvirus 3, GaHV-3, GaAHV3) oder Marek-Krankheit-Typ-2-Virus
    - Spezies Mardivirus meleagridalpha1 mit
  Meleagrides Herpesvirus 1 (en. Meleagrid alphaherpesvirus 1, MeHV-1, MeAHV1) alias Marek-Krankheit-Typ-3-Virus oder Puten-Herpesvirus (en. Turkey herpesvirus, HVT)
    - Spezies Mardivirus spheniscidalpha1 mit
  Spheniscides Herpesvirus 1 (en. Spheniscid alphaherpesvirus 1, SpAHV-1, SpAHV1) alias Pinguin-Herpesvirus 1

vorläufig in die Gattung Mardivirus klassifizierte Kandidaten:
- Spezies: „Pheasant alphaherpesvirus 1“ („Fasanen-Herpesvirus 1“)
- Spezies: „Spheniscid herpesvirus 2“ („Pingiun-Herpesvirus 2“)